# Eric Stokes (giocatore di football americano 1973)
Eric Stokes (Lincoln, 18 dicembre 1973) è un ex giocatore di football americano statunitense che ha militato nel ruolo di defensive back per tutta la carriera con i Seattle Seahawks della National Football League (NFL).

## Carriera
Stokes fu scelto nel corso del quinto giro (142º assoluto) del Draft NFL 1997 dai Seattle Seahawks. Vi giocò per entrambe le stagioni della carriera, con 7 presenze nella prima e 4 nella seconda. In seguito divenne un osservatore per gli stessi Seahawks (2002-2011), i Tampa Bay Buccaneers (2012-2013) e i Carolina Panthers (dal 2014).